# ويلسون سوير
ويلسون سوير (بالإنجليزية: Wilson Sawyer)‏ هو ملحن أمريكي، ولد في 1917، وتوفي في 1979.